# スタントン数
スタントン数（すたんとんすう、英: Stanton number）は、伝熱や自然対流の問題に対して用いられる、熱伝達率と熱容量の比を表す無次元量である。その名はトーマス・エドワード・スタントンにちなむ。

## 定義
スタントン数 St は次式で定義される：
{\displaystyle St={\frac {h}{c_{p}\,\rho \,U}}}
ここで
- h ：熱伝達率
- ρ：流体の密度
- cp ：流体の比熱
- U ：流速

である。
スタントン数は他の無次元数を用いて次のように表すことも出来る：
{\displaystyle St={\frac {Nu}{Re\cdot Pr}}={\frac {Nu}{Pe}}}
ここで
- Nu ：ヌセルト数
- Re ：レイノルズ数
- Pr ：プラントル数
- Pe ：ペクレ数

である。

## 使用例
ニュートンの冷却の法則より、固体が温度Tm （一定）の流体と接して熱交換をしているとき、固体の温度T の時間変化は
{\displaystyle T=T_{\mathrm {m} }+(T_{0}-T_{\mathrm {m} })\exp \left(-{\frac {hS}{C}}t\right)}
で表すことができる。ここで、
- T0 ：固体の初期温度（時刻t = 0の温度）
- h ：熱伝達率
- S ：固体と流体の接触面積
- C = cp ρV ：熱容量
- V ：固体の体積

である。この式を無次元形に書き直すと、
{\displaystyle {\frac {T-T_{\mathrm {m} }}{T_{0}-T_{\mathrm {m} }}}=\exp \left(-{\frac {hS}{c_{p}\,\rho \,V}}t\right)=\exp \left(-St\,{\frac {US}{V}}t\right)}
となり、固体の温度変化はスタントン数に支配されることが分かる。
別の例として、直径d の円管に長さl 、壁温Tw の加熱区間を設け、温度T0 の流体を平均速度um で内部に通すことを考える。このとき出口流体温度をTb,l とすると、円管が流体に与えた熱量{\displaystyle {\dot {Q}}} は
{\displaystyle {\dot {Q}}={\frac {\pi d^{2}}{4}}u_{m}\rho c_{\mathrm {p} }(T_{\mathrm {b} ,l}-T_{0})}
であり、{\displaystyle {\dot {Q}}} を平均熱伝達率hm と対数平均温度差を用いて表した
{\displaystyle {\dot {Q}}=h_{\mathrm {m} }(\pi dl)\left[{\frac {T_{\mathrm {b} ,l}-T_{0}}{\ln(T_{\mathrm {w} }-T_{0})/(T_{\mathrm {w} }-T_{\mathrm {b} ,l})}}\right]}
と等置することで、次式が得られる：
{\displaystyle St\equiv {\frac {h_{\mathrm {m} }}{c_{\mathrm {p} }\rho u_{\mathrm {m} }}}={\frac {d}{4l}}\ln {\frac {T_{\mathrm {w} }-T_{0}}{T_{\mathrm {w} }-T_{\mathrm {b} ,l}}}}
この式には物性値や流速が現れないという点で、ヌセルト数を使った表式より利点がある。